# Calmarza
Calmarza è un comune spagnolo di 87 abitanti situato nella comunità autonoma dell'Aragona.